# Premio de la Música Aragonesa para la Mejor Canción en Lengua Autóctona Aragonesa
El Premio de la Música Aragonesa para la Mejor Canción en Lengua Autóctona Aragonesa es una de las categorías de los premios anuales de la música aragonesa destinada para las canciones en aragonés y catalán. Se entrega desde la séptima edición de dichos premios, en una gala celebrada el 25 de abril de 2006 en la Sala Luis Galve del Auditorio de Zaragoza. Hasta la edición número 16 el premio fue conocido como Mejor Canción en Lengua Minoritaria Aragonesa.

## Lista de premiados
| Año  | Canción               | Cuadrilla                      | Lengua      |
| ---- | --------------------- | ------------------------------ | ----------- |
| 2005 | Zierzo                | Mallacán                       | aragonés    |
| 2006 | Cultura Popular       | Los Draps                      | catalán     |
| 2007 | Aragón Ye Ye          | Comando Cucaracha              | aragonés    |
| 2008 | Goyoso y capín        | Inestables                     | aragonés    |
| 2009 | Canta triste d'Irina  | Mallacán                       | aragonés    |
| 2010 | Jota from Zaragoza    | Pepín Bazo                     | multilingüe |
| 2011 | Ronda d'a Galliguera  | Biella Noche y los Bufacalibos | aragonés    |
| 2012 | Os Pietz en a Tierra  | Prado                          | aragonés    |
| 2013 | O rocanroll ye asinas | Inestables                     | aragonés    |
| 2014 | Dondiador             | Gaire                          | aragonés    |
| 2015 | A Muga                | Bosnerau                       | aragonés    |
| 2016 | A luz das parolas     | Prado                          | aragonés    |
| 2017 | Pregaria              | María José Hernández           | aragonés    |